# Phytoptipalpus harveyi
Phytoptipalpus harveyi är en spindeldjursart som beskrevs av Meyer och Van Dis 1993. Phytoptipalpus harveyi ingår i släktet Phytoptipalpus och familjen Tenuipalpidae. Inga underarter finns listade i Catalogue of Life.